# Kim Woo-min
Kim Woo-min (Busan, 24 de agosto de 2001) é um nadador sul-coreano.

## Carreira
Kim Woo-min fez parte da seleção sul-coreana para o revezamento 4 x 200 metros livre nos Jogos Olímpicos de Verão de 2020 em Tóquio. Na segunda bateria, os sul-coreanos ficaram em sétimo lugar com 7m15,03 minutos e perderam a classificação para a final com esse tempo geral. Kim ficou em sexto lugar nos 400 metros livres no Campeonato Mundial de 2022 em Budapeste. Um ano depois, ele melhorou uma posição para o quinto lugar nesta disciplina no Campeonato Mundial em Fukuoka. Nos Jogos Asiáticos de 2022 em Hangzhou, em 2023, ele conquistou a medalha de ouro nos 400 metros e nos 800 metros livres. Ele também se manteve vitorioso no revezamento 4 x 200 metros, enquanto garantiu a medalha de prata nos 1.500 metros livre. No Campeonato Mundial de 2024 em Doha, ele conquistou o ouro nos 400 metros livres e a medalha de prata no revezamento 4 x 200 metros. Nos Jogos Olímpicos de Verão de 2024, em Paris, conquistou a medalha de bronze nos 400 m livres.